# سيسيل كوبر
سيسيل كوبر (بالإنجليزية: Cecil Cooper) هو لاعب كرة قاعدة أمريكي، ولد في 20 ديسمبر 1949 في برينهام في الولايات المتحدة.

## وصلات خارجية
- سيسيل كوبر على موقعبيزبول رفرنس.كوم (الدوري الرئيسي) (الإنجليزية)
- سيسيل كوبر على موقع مشجعي الرسوم البيانية (الإنجليزية)
- سيسيل كوبر على موقع إن إن دي بي (الإنجليزية)